# Fiat Tagliero
Fiat Tagliero es una estación de servicio construida en Asmara, capital de Eritrea. Diseñada por el arquitecto italiano Giuseppe Pettazzi y construido en 1938 para Fiat, es un reconocido icono del estilo futurista.

## Historia
El edificio fue inicialmente proyectado como una simple estación de servicio, pero posteriormente  Pettazzi le dio una forma que se asemeja a la de un avión. Debido a esto, estructuralmente, la torre soporta un par de alas de 15 metros de voladizo construidas en hormigón reforzado. 
Aunque éste era el diseño original de Petazzi, en el momento de su construcción las autoridades locales, temiendo que el edificio colapsase, insistieron en que cada ala debía ser sostenida además por pilares en sus extremos. Debido a la fuerte voluntad del arquitecto, los pilares fueron finalmente retirados, quedando el peso de las alas soportado únicamente por la torre central, tal y como sucede hoy. Esto que se creía un mito local, se demostró cierto cuando se encontraron los planos originales en 2001.
El edificio sigue estando estructuralmente sano después de casi 80 años. No ha sufrido daños durante los numerosos conflictos que afectaron a la región del Cuerno de África durante el siglo XX. El edificio fue restaurado en 2003, y consta de la máxima protección del país. Esto significa que no se puede realizar ninguna modificación en ninguna parte del edificio.
Actualmente es propiedad de la empresa petrolera neerlandesa Shell. Se continúa usando como estación de servicio.

## Descripción
Se encuentra en una parcela que delimita en dos de sus lados con una intersección de avenidas de la ciudad. Se compone de un cuerpo principal, dos alas y una pequeña torre levantada en la parte trasera del cuerpo principal. Toda la estructura está enlucida de blanco, con zonas grises y rojas.

### El edificio central
Incorpora el espacio de oficinas, zona de caja, almacén, aseos y tienda. Tiene dos plantas, ambas de forma de prisma rectangular con una sección semicilíndrica en el centro de la fachada frontal. A las oficinas de su planta superior se accede por una escalera interior de caracol. Arriba, dos puertas a cada lado dan acceso a la parte superior de las alas.
El bloque está iluminado por grandes ventanas de cristal. Todo el perímetro frontal y de ambos laterales de la segunda planta está envuelto por una gran ventana cuyos paneles verticales se conectan mediante marcos dorados metálicos.

### Las alas
Las alas sobresalen en voladizo a ambos lados del cuerpo principal y se encuentran conectadas al edificio principal. De este modo actúan como un par de marquesinas para cubrir la zona de repostage. Las alas de aproximadamente treinta metros, sólo están sustentadas con una serie de pilares construidos a 1,25 metros de distancia del bloque central. Unas vigas triangulares de hormigón sobre las alas sirven de refuerzo.

### La torre
Se encuentra en el centro de la estación de servicio. Consiste en un bloque de planta cuadrada inclinado en su parte posterior superior. En los extremos superiores de su fachada delantera se pueden apreciar dos pilares, en los que se alzan sendos mástiles para banderas. La palabra Fiat escrita en latino y alfabeto Caray se encuentra destacada en el centro de la fachada frontal, en color rojo. Este acrónimo se repite en el lado izquierdo de la torre, junto a la palabra Tagliero -que se puede ver en color verde, en mayúsculas, justo debajo- dando nombre al edificio.